# Christina Pickles
Christina Pickles, född 17 februari 1935 i Yorkshire i Storbritannien, är en brittisk–amerikansk skådespelare som bor och är verksam i USA. 
Hennes mest kända roll är som sjuksyster Helen Rosenthal i det långvariga sjukhusdramat St. Elsewhere, i den rollen var hon nominerad för fyra Emmy-utmärkelser för rollen. Innan Pickles fick den rollen i den TV-serien bodde hon i New York.
Hon framträdde också i TV-serien Vänner som Judy Geller, mamma till Ross och Monica Geller.
Hon har också varit med i filmer som He-Man - universums härskare, The Wedding Singer, Djungel-George 2 och i Baz Luhrmanns Romeo & Julia.

## Filmografi (urval)
- 1977-1979 - Another World (TV-serie) (huvudroll, 52 avsnitt)
- 1982 – På första sidan (TV-serie) (1 avsnitt)
- 1982-1988 - St. Elsewhere (TV-serie) (huvudroll, 123 avsnitt)
- 1987 – He-Man - universums härskare
- 1988 – Fem i familjen (TV-serie) (2 avsnitt)
- 1988 – Roseanne (TV-serie) (1 avsnitt)
- 1992 – Matlock (TV-serie) (2 avsnitt)
- 1994 – Höstlegender
- 1994 – Omaka par (TV-serie) (1 avsnitt)
- 1994 – Systrar (TV-serie) (1 avsnitt)
- 1994-2003 - Vänner (19 avsnitt, återkommande gästroll)
- 1995 – Cybill (TV-serie) (1 avsnitt)
- 1995 – Mord och inga visor (TV-serie) (1 avsnitt)
- 1995 – The Nanny (TV-serie) (1 avsnitt)
- 1996 – Diagnos mord (TV-serie) (1 avsnitt)
- 1996 – Romeo & Julia
- 1997 – Landet för länge sedan V: Den mystiska ön (röstroll)
- 1998–2000 – På heder och samvete (3 avsnitt, återkommande gästroll)
- 1998 – Wedding Singer
- 2000 – Den vilda familjen Thornberry (TV-serie) (röstroll, 2 avsnitt)
- 2003 – Djungel-George 2
- 2004 – Father of the Pride (TV-serie) (röstroll, 1 avsnitt)
- 2006 – Medium (TV-serie) (1 avsnitt)
- 2009–2011 – How I Met Your Mother (TV-serie) (2 avsnitt)
- 2011 – Atlas Shrugged: Part I
- 2017–2018 – Family Guy (röstroller, 3 avsnitt)